# Sean Scannell
Sean Scannell (Londra, 17 settembre 1990) è un calciatore inglese naturalizzato irlandese, attaccante dell'Hornchurch.